# Agony
Agony es una banda de metal extremo originaria de Colombia, fundada en Bogotá en 1993 por el guitarrista Andrés Jaramillo y el baterista Alfonso Pinzón. Rápidamente se destacaron, convirtiéndose en una de las agrupaciones más influyentes e históricamente importantes del país.
Agony fue fundada en 1993 por dos compañeros de universidad, Andrés Jaramillo y Alfonso Pinzón, quienes también reclutaron a dos miembros adicionales de su universidad. Posteriormente, la banda realizó audiciones, y Ernesto Velasco se unió como el vocalista principal, completando la formación que grabó la demo auto-titulada de la banda en 1994.
A finales de 1994, la banda se reformó, incorporando al guitarrista Carlos Marín y al vocalista César Botero. Esta nueva alineación grabó el álbum en concierto “Live All the Time” en 1995, que se convirtió en el primer álbum de metal en vivo jamás lanzado en el país. Ese mismo año, Agony fue la banda de cierre del metal en la primera edición del festival de rock de Bogotá, Rock al Parque.
En 1996, Agony lanza su primer álbum de estudio, “Millennium”, presentando al nuevo bajista Carlos Reyes. Este álbum, no solo es aclamado por su ferocidad y agresión en línea con la realidad colombiana del momento, sino por ser disruptivo dentro del género en el país, catapultando así la fama de la banda. En 1999, el grupo se traslada al corazón mundial del rock: Los Ángeles, California. Poco después, Reyes se despide de la banda, siendo reemplazado brevemente por Juanes, quien acompaña la energía del grupo en el legendario escenario del Whisky a Go Go en Hollywood. 
El segundo álbum de estudio de Agony, “Reborn”, es lanzado en 2002, tras lo cual Botero deja la banda y esta entra en un período de pausa. En 2004, Jaramillo y Pinzón forman la banda de metal Dia de los Muertos en Los Ángeles. En 2006, Agony reedita su álbum de 1996, “Millennium”, el cual ha sido reeditado varias veces desde entonces. Un año después, encabezan por quinta vez el festival Rock al Parque en Colombia.
El tercer álbum de la banda, “The Devil's Breath”, con Cello Dias en el bajo y mezclado por Logan Mader, fue lanzado en 2009.

## Discografía
Agony, Demo (1994)
Live All the Time, en vivo (1995)
Millennium (1996) 
Reborn (2002)
The Devil's Breath (2009)
Cortejo Fúnebre, single original de Masacre (banda de Colombia) (2011)

## Videoclip
- Die Alone en Youtube.